# Aulotarache subpallida
Aulotarache subpallida là một loài bướm đêm trong họ Noctuidae.